# Hotel Rwanda
Hotel Rwanda (Tạm dịch: Khách sạn Rwanda) là một bộ phim thuộc thể loại chính kịch năm 2004 của đạo diễn Terry George. Phim được chuyển thể từ kịch bản bởi George và Keir Pearson, với dàn diễn viên Don Cheadle và Sophie Okonedo trong vai chủ khách sạn Paul Rusesabagina và vợ Tatiana. Phim được dựa trên cuộc diệt chủng Rwandan, xảy ra vào mùa xuân năm 1994. Bộ phim ghi lại những nỗ lực của Paul Rusesabagina để cứu mạng sống của gia đình ông và hơn một ngàn người tị nạn khác bằng cách cung cấp cho họ nơi trú ẩn tại khách sạn Mille Collines trong lúc nơi này bị bao vây. Nội dung của bộ phim Khách sạn Rwanda nói về nạn diệt chủng, tham nhũng chính trị và hậu quả của bạo lực.
Bộ phim là sản phẩm hợp tác giữa United Artists và Lions Gate Films, và được phân phối đến các rạp chiếu bởi United Artists và bởi Metro-Goldwyn-Mayer cho các phương tiện giải trí tại gia. Khách sạn Rwanda được giới hạn công chiếu lần đầu ở Mỹ vào ngày 22 tháng 12 năm 2004 và sau đó được phát hành rộng rãi vào ngày 4 tháng 2 năm 2005, mang về hơn $23 triệu doanh thu tiền vé trong nội địa Mỹ. Ở các thị trường nước ngoài, bộ phim mang về doanh thu thêm $10 triệu góp phần đưa tổng doanh thu của phim gần $34 triệu. Phiên bản phát hành trên đĩa Blu-ray của phim được phát hành ở Mỹ vào ngày 10 tháng 5 năm 2011 có thêm phần phim tài liệu đặc biệt cùng với các phân cảnh và đoạn phỏng vấn được chọn lọc kỹ càng.
Bộ phim đã được đề cử nhiều giải thưởng, bao gồm đề cử Oscar cho Nam diễn viên xuất sắc nhất (Cheadle), Nữ diễn viên phụ xuất sắc nhất (Okonedo) và Kịch bản gốc xuất sắc nhất. Bộ phim cũng giành được một số giải thưởng, bao gồm những giải thưởng từ Liên hoan phim quốc tế Berlin và Toronto.
Vào ngày 11 tháng 1 năm 2005, một đĩa nhạc phim được phát hành bởi hãng thu âm Commotion, bao gồm các bài hát được viết bởi một số nghệ sĩ thu âm, trong đó có cả Wyclef Jean và Deborah Cox. Nhạc phim được sáng tác bởi Rupert Gregson-Williams, Andrea Guerra và Afro Celt Sound System.

## Cốt truyện
Vào tháng 4 năm 1994 ở đất nước Rwanda, những bất đồng căng thẳng giữa các sắc tộc Hutu và Tutsi đã dẫn đến một cuộc diệt chủng. Song song trong thời gian này, tệ nạn tham nhũng và tham ô giữa các chính trị gia của Rwanda cũng diễn ra thường xuyên. Paul Rusesabagina, một quản lý của khách sạn Mille Collines, là người Hutu, nhưng vợ anh, bà Tatiana, lại là người Tutsi. Hôn nhân của họ là điều làm cho những kẻ cực đoan người Hutu gai mắt, trong đó có gã George Rutaganda - một người cung cấp hàng hóa cho khách sạn nhưng đồng thời cũng là một trong những người cầm đầu của một toán lính hung hãn người Hutu tại địa phương theo lực lượng Interahamwe.
Khi tình hình chính trị ở Rwanda trở nên tồi tệ hơn sau vụ ám sát tổng thống, Paul và gia đình trông thấy hàng xóm mình bị giết. Đây là khởi đầu giai đoạn của một cuộc diệt chủng sắp diễn ra. Paul lấy lòng những người có thế lực bằng cách hối lộ họ với tiền và bia rượu, và nhờ họ để bảo vệ gia đình mình. Khi nội chiến nổ ra và một tên quan chức của quân đội Rwanda đe doạ Paul và hàng xóm của anh, Paul phải cố gắng thương lượng và cả hối lộ để bảo đảm sự an toàn của họ và đưa họ vào ẩn náu trong khách sạn. Quay vào khách sạn, Paul phát hiện ra một lễ tân tên Gregoire dám bỏ việc và còn lấy phòng sang nhất của khách sạn để hành lạc. Hắn ta doạ Paul rằng hắn sẽ tố cáo tất cả với toán lính Hutu nếu Paul bắt hắn quay lại làm việc.
Sau đó lại có thêm nhiều người di tản đến khách sạn từ trại tị nạn của Liên Hợp Quốc, Hội Chữ thập đỏ và các trại trẻ mồ côi. Tatina đang cố tìm kiếm anh trai, chị dâu và hai cháu gái của mình trong những đoàn người này. Khi tình hình trở nên dữ dội hơn, Paul phải vừa cố đánh lạc hướng bọn lính Hutu, vừa chăm sóc cho những người tị nạn, vừa thành chỗ dựa cho cả gia đình, đồng thời vẫn phải duy trì bộ mặt của khách sạn như thể bình thường. Cuối cùng anh nhận được sự bảo vệ của tư lệnh quân đội của Rwanda là Augustin Bizimungu. Ông này doạ dẫm và bắt gã Gregoire phải trở lại làm việc.
Khi các nguồn hàng trong khách sạn bắt đầu vơi đi nhiều, Paul và Gregoire lái xe để mua thêm đồ cho khách sạn từ doanh trại của tên Georges Rutaganda. Đến nơi, Paul chứng kiến các phụ nữ người Tutsi bị quân Hutu bắt và đối xử vô cùng dã man. Gã Georges giải thích với Paul rằng số tiền của "những con gián giàu có" (ám chỉ người Tutsi) sẽ trở nên vô giá trị vì tất cả người Tutsi sẽ chết. Paul nói rằng anh không tin những kẻ cực đoan người Hutu sẽ quét sạch tất cả người Tutsi, nhưng Georges trả lời: "Tại sao không? Chúng ta đã đi được nửa đường rồi."
Paul và Gregoire trở về khách sạn trên một con đường do Gregoire đề nghị, tăm tối và đầy sương mù. Đến giữa đường, Paul nghĩ rằng Gregoire đã lái ra khỏi đường chính vì đường cứ một ngày dằn hơn và khó đi, nên Paul bảo gã dừng xe. Paul ra khỏi xe và vấp té. Tưởng rằng mình vấp phải đá, nhưng khi nhìn lại thì Paul hoảng hốt khi thấy con đường đầy những xác người. Lúc này Paul mới nhận ra rằng lời tuyên bố của gã Georges là đúng: một nửa sắc tộc người Tutsi đã bị giết.
Các lực lượng gìn giữ hòa bình của Liên Hợp Quốc, do tướng Oliver đứng đầu, không thể có hành động quyết đoán chống lại Interahamwe vì lực lượng gìn giữ hòa bình được yêu cầu không được can thiệp vào cuộc xung đột và ngăn chặn nạn diệt chủng. Các công dân nước ngoài được sơ tán, nhưng người Rwanda bị bỏ lại phía sau. Khi lực lượng Liên Hợp Quốc cố gắng sơ tán một nhóm người tị nạn, bao gồm cả gia đình của Paul, Gregoire phản bội họ bằng cách thông báo cho Interahamwe về cuộc di tản, nhóm tị nạn bị phục kích và buộc phải quay trở lại khách sạn.
Trong một nỗ lực cuối cùng để cứu những người tị nạn, Paul cầu xin Tướng Bizimungu giúp đỡ. Tuy nhiên, khi thấy mình không còn hối lộ được nữa, Paul đe doạ tư lệnh Bizimungu rằng ông ta sẽ bị đưa vào danh sách tội phạm chiến tranh nếu ông ta không giúp đỡ. Ngay sau đó, gia đình của Paul và những người tị nạn tại khách sạn cuối cùng cũng có thể rời khỏi khách sạn trong một đoàn xe của Liên Hợp Quốc. Nhờ ẩn núp đằng sau quân nổi dậy người Tutsi, họ đi qua hàng loạt những người tị nạn và bọn quân người Hutu, lúc này đang đào thoát do bị khống chế, để đến được nơi an toàn và đoàn tụ với các cháu gái của họ.
Các dòng chữ cuối phim cho biết Paul đã cứu ít nhất 1.200 người tị nạn Tutsi và Hutu. Anh và gia đình nhận nuôi hai cháu gái, chuyển đến Bỉ, nhưng em của Tatiana là Thomas và vợ của anh ta không bao giờ được tìm thấy. Cuộc diệt chủng đã chấm dứt vào tháng 7 năm 1994 khi quân nổi dậy Tutsi lái xe đưa quân Hutu và lực lượng Interahamwe qua biên giới để vào Congo. Ít nhất một triệu người đã chết trong cuộc diệt chủng. 

## Diễn viên
- Don Cheadle trong vai Paul Rusesabagina
- Sophie Okonedo trong vai Tatiana Rusesabagina
- Nick Nolte trong vai Tướng Oliver, dựa theo Tướng Roméo Dallaire
- Joaquin Phoenix trong vai Jack Daglish
- Fana Mokoena trong vai tư lệnh Augustin Bizimungu
- Cara Seymour trong vai Pat Archer
- Tony Kgoroge trong vai Gregoire
- Desmond Dube trong vai Dube
- Hakeem Kae-Kazim trong vai Georges Rutaganda
- Leleti Khumalo trong vai Fedens
- Antonio Lyons trong vai Thomas Mirama
- Jean Reno trong vai ngài Tillens (không đề cập)
- Mosa Kaiser trong vai Elys Rusesabagina
- Mduduzi Mabaso trong vai một binh sĩ Hutu

## Quá trình sản xuất
Bộ phim lấy bối cảnh năm 1994 trong cuộc diệt chủng Rwandan, trong đó ước tính 800.000 người, chủ yếu là người Tutsi, đã bị giết bởi những kẻ cực đoan người Hutu. Trong năm đó, dân số bảy triệu người của Rwanda gồm có hai nhóm chính: Hutu (khoảng 85%) và Tutsi (14%). Vào đầu những năm 1990, những kẻ cực đoan người Hutu trong giới tinh hoa chính trị của Rwanda đổ lỗi cho toàn bộ dân tộc thiểu số Tutsi về các vấn đề kinh tế và chính trị của đất nước. Dân thường Tutsi cũng bị cáo buộc ủng hộ một nhóm phiến quân thống trị Tutsi mang tên Mặt trận Yêu nước Rwandan.
Vào ngày 6 tháng 4 năm 1994, một chiếc máy bay chở Tổng thống Juvénal Habyarimana, một người thuộc tộc Hutu, đã bị bắn hạ. Sau sự cố đó, cuộc diệt chủng bắt đầu. Những kẻ cực đoan người Hutu thuộc lực lượng dân quân Interahamwe đã đưa ra kế hoạch tiêu diệt toàn bộ dân số Tutsi. Người Tutsi và những người bị nghi ngờ là người Tutsi đã bị giết trong nhà của họ và khi họ cố gắng chạy trốn khỏi đất nước. Ước tính có khoảng 200.000 người đã tham gia vào cuộc tấn công diệt chủng Rwandan. Quản lý Paul Rusesabagina của khách sạn sang trọng Mille Collines (thuộc sở hữu của Bỉ), đã sử dụng sức và tầm ảnh hưởng của mình để đích thân cứu cả người tị nạn Tutsi và Hutu. Paul thường xuyên phải mua chuộc những gã lính Hutu và giữ dân quân bên ngoài khách sạn trong suốt trăm ngày chết chóc. Sau cuộc tàn sát, Paul Rusesabagina sống sót cùng với vợ, bốn đứa con, hai cháu gái nuôi; hầu hết những người tị nạn mà anh che chở cũng còn sống.
Chia sẻ suy nghĩ của mình về việc thiếu sự can thiệp của quốc tế trong cuộc khủng hoảng, đạo diễn Teddy George nhận xét: "Đơn giả là vì mạng sống của người châu Phi không được coi là có giá trị như của người châu Âu hay người Mỹ. "  Để cố gắng truyền đạt nỗi kinh hoàng của nạn diệt chủng trong phim, đạo diễn đã tìm cách kể câu chuyện về Paul Rusesabagina, được miêu tả là một người nhân đạo trong khi các hành động bạo lực không ngừng leo thang. Tuy nhiên, Paul Rusesabagina kể từ đó đã bị chỉ trích vì bị cáo buộc rằng ông đã tống tiền khách để đổi lấy phòng trú ẩn và thức ăn. Cũng có báo cáo rằng trụ sở của Liên Hợp Quốc tại Kigali nhận được thông tin rằng Paul đã cung cấp cho một chỉ huy quân đội Rwanda một danh sách số khách trọ của khách sạn và số phòng của họ. Các nhà quan sát của Liên Hợp Quốc đã cố gắng để thay đổi số phòng của những người bị đe dọa nhiều nhất. Nhân vật Tướng Olivier người Canada dựa trên Thượng nghị sĩ Roméo Dallaire, hiện đã nghỉ hưu sau khi phục vụ Lực lượng quân đội Canada. Ông kể lại những trải nghiệm của chính mình trong tiểu sử của mình, Shake Hands with the Devil. Cuốn sách sau đó đã được chuyển thể thành hai bộ phim truyện; một bộ phim tài liệu và một bộ phim chính kịch ra mắt năm 2007.
George cho rằng điều quan trọng là phải tạo ra bộ phim cho khán giả đại chúng, phải tự hỏi liệu bộ phim có "có nên được chiếu ở Peoria không? Sẽ có người hiểu bộ phim không? Phim đã đủ tính đại chúng chưa? " 

### Quay phim
Phim được quay tại ở Kigali, Rwanda và Johannesburg, Nam Phi. Paul Rusesabagina đã được thông báo trong quá trình viết bộ phim. Mặc dù nhân vật của Tướng Oliver do Nick Nolte thủ vai có phần hư cấu, nhưng nhân vật này được lấy cảm hứng từ chỉ huy lực lượng Liên Hợp Quốc cho UNAMIR, Roméo Dallaire. Tổng thống Ugandan Yoweri Museveni, tổng thống Rwandan Juvénal Habyarimana, và lãnh đạo Mặt trận Yêu nước Rwandan (hiện là tổng thống) Paul Kagame xuất hiện trong các đoạn phim tài liệu lưu trữ trong phim.
Các nhà sản xuất của bộ phim đã hợp tác với Quỹ Liên Hợp Quốc để tạo ra Quỹ quốc tế cho Rwanda, hỗ trợ cho Chương trình Phát triển Liên Hợp Quốc giúp đỡ những người sống sót ở Rwandan. "Mục tiêu của bộ phim không chỉ là thu hút khán giả vào câu chuyện diệt chủng mà còn truyền cảm hứng cho họ để giúp khắc phục sự tàn phá khủng khiếp", George nói.

### Nhạc phim
Nhạc phim Khách sạn Rwanda được phát hành bởi hãng Commotion vào ngày 11 tháng 1 năm 2005, bao gồm các bài hát được viết bởi Wyclef Jean và Deborah Cox. Nhạc nền phim được sáng tác bởi Rupert Gregson-Williams, Andrea Guerra và Afro Celt Sound System, và được Michael Connell chỉnh sửa.

## Các liên kết khác
- Hotel Rwanda trên Internet Movie Database
- Hotel Rwanda tại AllMovie
- Hotel Rwanda tại Rotten Tomatoes
- Hotel Rwanda tại Metacritic
- Hotel Rwanda tại Box Office Mojo